# Sacerdotii Nostri Primordia

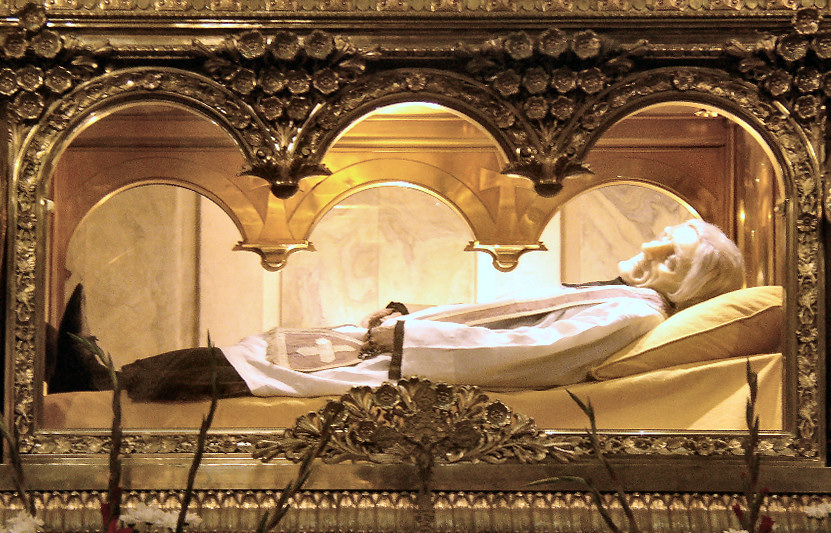
Graf van de Heilige Pastoor van Ars

Sacerdotii Nostri Primordia (Latijn voor Vanaf het begin van ons Priesterschap) is een encycliek die paus Johannes XXIII op 1 augustus 1959 publiceerde ter gelegenheid van de honderdste sterfdag van de heilige Johannes Maria Vianney, de Pastoor van Ars.
Johannes begint de encycliek met een herinnering aan zijn eigen priesterwijding in 1905, het jaar waarin Vianney door paus Pius X werd zalig verklaard. Vervolgens beschrijft hij het leven van de heilige en dan vooral zijn spirituele eigenschappen. Hij herinnert eraan - en dit is de centrale stelling van de encycliek - dat het eucharistisch gebed in volle zin het Heilig Offer van de mis is. Hij spoort de priesters aan, dit in navolging van Vianney steeds voor ogen te houden.
Ten slotte houdt Johannes de bisschoppen en de priesters voor om naar het evangelie te leven. In evangelische zin zijn de bisschoppen gehouden hun priesters als broeders tegemoet te treden. Verschillende noties uit deze encycliek werden tijdens het Tweede Vaticaans Concilie nader uitgewerkt en verdiept.